# 唐脑山
唐脑山，位于中华人民共和国浙江省东北部舟山群岛崎岖列岛中的一座岛屿，隶属于浙江省嵊泗县洋山镇管辖。唐脑山地处大洋山岛西南8千米处，呈狭长形，西北-东南走向，长300米，宽100米，海岸线长770米，陆地面积0.027平方千米，最高点海拔30.2米。岛上建有唐脑山灯塔，始建于清光绪三十三年（1907年），属于舟山市文物保护单位。